# XDEATHSTARx
Az xDEATHSTARx (kiejtése megegyezik a "death star" kifejezéssel) amerikai metalcore együttes. 2002-ben alakult meg a kaliforniai Redsands-ben. Az együttesnek jelentős kötődése van a szintén keresztény zenét játszó Impending Doom együtteshez.
Tagjai: Eric Gregson, Ryan Gregson, Tommy Green, J.R. Bermuda, Josh Highland, Brandon Trahan, Matt Boughton és Jason Keller.

## Diszkográfia
- The Triumph (2004)
- We Are the Threat (2007)